# Boroneddu
Boroneddu é uma comuna italiana da região da Sardenha, província de Oristano, com cerca de 184 habitantes. Estende-se por uma área de 4 km², tendo uma densidade populacional de 46 hab/km². Faz fronteira com Ghilarza, Soddì, Tadasuni.